# Rio Trancão
O Trancão é um pequeno rio português (cerca de 29 km) do Distrito de Lisboa. Perto da sua foz este curso de água pode ser também designado por rio, ribeira ou vala de Sacavém, mas esta designação aplica-se também a um dos seus afluentes, a ribeira do Prior Velho.

## Geografia
O Trancão surge na povoação da Póvoa da Galega, freguesia do Milharado (município de Mafra), na confluência dos leitos da ribeira da Roussada e do rio do Vale de São Gião. Segue depois para nordeste até ao lugar de Moinho do Rei, e daí para sudeste até entrar no concelho de Loures pela freguesia de Bucelas.
Nesta inflecte o seu rumo para sul, seguindo depois por São Julião do Tojal até à fronteira com as freguesias de São João da Talha e Unhos.
A partir desse ponto, faz de fronteira natural entre as demais freguesias da zona oriental do concelho, até alcançar a sua foz, em Sacavém: separa Unhos, na margem sul do rio, de São João da Talha e da Bobadela, na sua margem norte; junto à foz, em Sacavém, separa o território desta cidade do da vizinha Bobadela.
Com a criação da freguesia do Parque das Nações, no âmbito de uma reorganização administrativa oficializada a 8 de novembro de 2012 que entrou em vigor após as eleições autárquicas de 2013, resultando da agregação de parte da antiga freguesia de Santa Maria dos Olivais, do concelho de Lisboa, com parte das freguesias de Moscavide e Sacavém, ambas do concelho de Loures, a foz do Trancão passou a estar integrada nesta freguesia.

## Afluentes
O Trancão tem por tributários, ainda em Bucelas, a ribeira das Romeiras, e encontra na fronteira com Unhos e São João da Talha, a ribeira da Póvoa (ou de Frielas), um curso de água resultante da união, em Frielas, de dois outros flúmens: o rio de Loures e a ribeira de Odivelas. Já em Sacavém, recebe como tributária as ribeiras do Mocho e do Prior Velho.
O próprio Trancão é, ele mesmo, um afluente do Tejo, vindo desaguar no seu largo estuário, no Mar da Palha, defronte do Samouco, em Alcochete.

## História
O rio Trancão foi em tempos chamado rio de Sacavém, posto que era não só a localidade mais importante da região envolvente, como também pelo facto de a freguesia abarcar então as duas margens do rio, junto à sua foz (a separação de São João da Talha verificar-se-ia apenas em 1387). Segundo interpretação de Virgínia Rau, é provável que a actual designação de Trancão derive de um patronímico: com efeito, de um documento do Mosteiro de São Vicente de Fora, relativo à compra de umas salinas no lugar de São Julião do Tojal, em Maio de 1242, refere-se, nas confrontações do terreno adquirido pelos Cónegos Regrantes de Santo Agostinho, a existência de uma salina de grande dimensão detida por um tal Afonso Trancão, donde poderia muito bem ter vindo o nome atual do rio de Sacavém.
Foi nas suas margens que se travou o primeiro recontro entre D. Afonso Henriques e os mouros, em 1147, logo antes da tomada de Lisboa – a chamada Batalha de Sacavém, nas imediações da velha ponte romana.
Foi uma via de comunicação preferencial até ao século XIX, por parte das pessoas da zona saloia a norte de Lisboa, tendo ainda sido um importante porto fluvial no contexto portuário do Tejo ao longo da Idade Média, tendo começado a decair gradualmente a partir do século XVI. Estava então pejado de embarcações que transportavam os produtos hortícolas até Lisboa. Foi também através dessas mesmas embarcações que subiram pelo rio as pedras usadas na construção dos torreões do Convento de Mafra, no tempo do rei D. João V.
Após a Restauração, aventou-se várias vezes a ideia (designadamente nos reinados de D. João IV e D. Afonso VI, com a guerra contra Espanha a decorrer), de ligar o Rio de Sacavém ao Oceano Atlântico, fazendo-o desembocar na praia do Baleal, constituindo este curso de água que ia desde Sacavém a Peniche uma linha de defesa natural da capital; o projeto nunca foi levado avante, e foi-se gradualmente desvanecendo, embora ainda fosse recordado quando, no início do século XIX, se construíram as Linhas de Torres Vedras para deter os invasores franceses. Já antes, em 1608, Luís Mendes de Vasconcelos, no Sítio de Lisboa, propunha construir uma vala que ligasse o rio de Sacavém à ribeira de Alcântara, transformando assim Lisboa numa ilha, naturalmente protegida contra invasores.
Após o violento Terramoto de 1755, que assolou a capital, iniciou-se um lento processo de assoreamento do rio, que tem desde então impedido a sua navegabilidade; até aí, em conjunto com os afluentes, formava um vasto e muito mais largo sistema aquífero, de que a velha ponte romana (no segmento da estrada que ligava Lisboa a Braga), ainda existente no século XVI (e desenhada por Francisco de Holanda), que contava com treze arcos, constituía bem a prova disso mesmo.
Ainda hoje o rio é atravessado não só pela ponte que liga Sacavém à Bobadela (EN10), como também por um grande viaduto sobre o qual corre a autoestrada do Norte (A1).

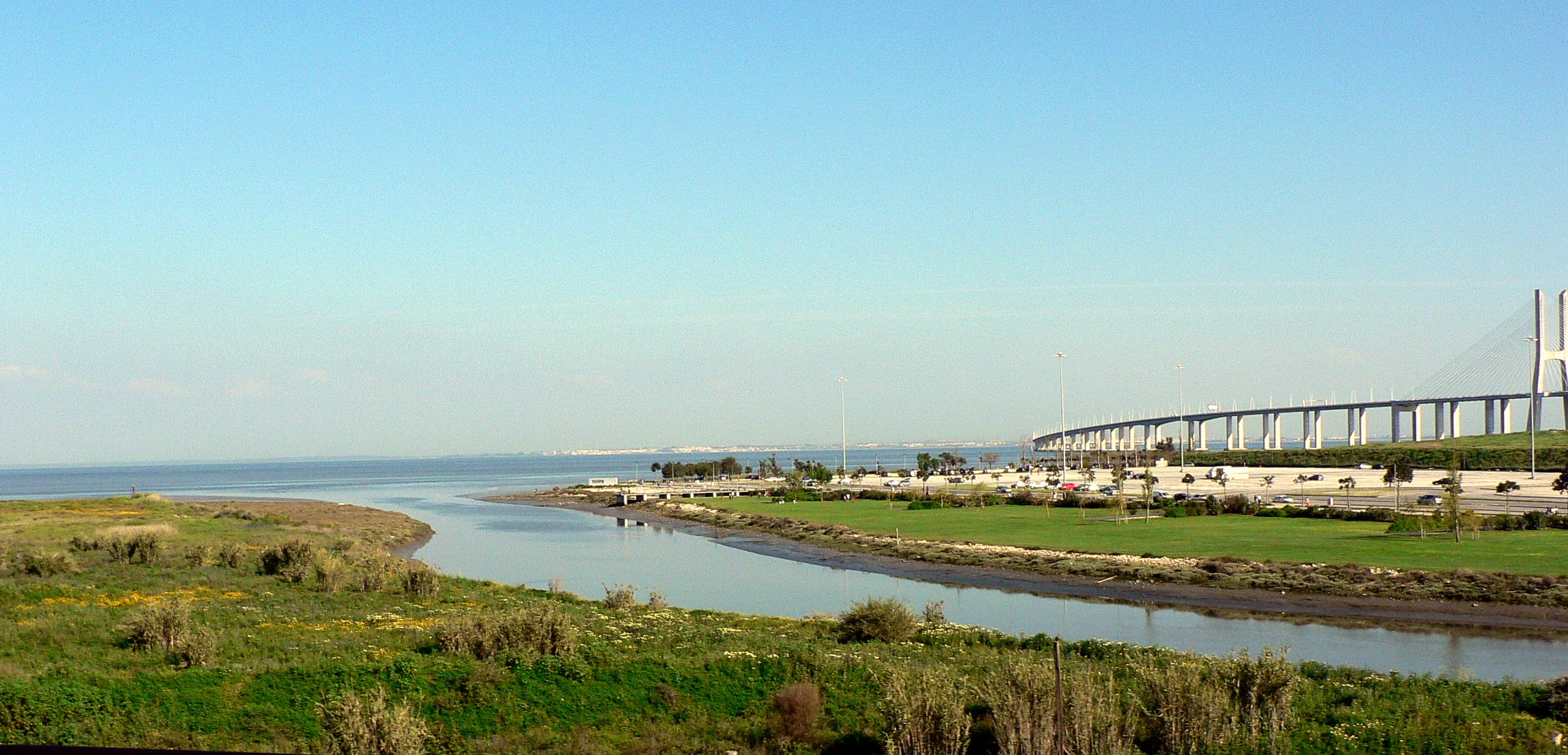
Foz do Trancão.

### Na atualidade
Originalmente uma bacia com usos predominantemente agrícolas, a bacia do rio Trancão encontra-se hoje altamente urbanizada, o que leva a que seja uma das mais afetadas pela ocorrência de cheias de grande intensidade. A pressão antrópica levou a uma progressiva desqualificação do rio e da sua envolvente desde o século XX. Neste sentido, eram frequentes descargas poluentes efetuadas por toda a sua extensão e em ambas as suas margens. Este fenómeno levou à popularização do rio pelo seu odor nauseabundo, cor negra, e da sua reputação como um dos mais poluídos da Europa. No entanto, e no seguimento do projeto da EXPO '98, foi contemplada a sua completa despoluição, processo que se vem verificando desde então, e que passou pela construção de várias ETAR no concelho de Loures (em Bucelas, São João da Talha e Frielas). A ETAR de Frielas, considerada um modelo a seguir na despoluição das massas de água, entrou em funcionamento em 1999 e constituiu uma peça chave no processo de recuperação do rio pelas tecnologias de ponta que incorporou: biofiltros e tratamento por ultravioleta, com uma capacidade para tratar águas residuais produzidas por 700 mil habitantes. Apesar disto, a bacia hidrográfica do Trancão continua a apresentar um estado mau e problemas de poluição orgânica e microbiológica, com descargas de indústrias agropecuárias (suiniculturas, aviculturas e adegas) e metalomecânicas, escorrências de solos agrícolas e situações de contaminação por fósforo. A organização não governamental The Ocean Cleanup calcula que cerca de 5900 kg de resíduos plásticos são transportados anualmente para a foz do Rio Trancão servindo como mais uma origem de lixo para o rio Tejo e, consequentemente, para o oceano Atlântico. 